# Idaea albida
Idaea albida är en fjärilsart som beskrevs av Ribbe 1912. Idaea albida ingår i släktet Idaea och familjen mätare. Inga underarter finns listade i Catalogue of Life.